# Жертвенная конструкция
Жертвенная конструкция — это элемент или часть инженерной системы, преднамеренно спроектированная для принятия на себя повреждений или разрушения при воздействии экстремальных нагрузок (удар, взрыв, коррозия и т. п.), с целью защиты основных несущих элементов сооружения. Такие конструкции сохраняют устойчивость всего объекта даже при частичном разрушении и обеспечивают возможность быстрого восстановления системы.

## Назначение и применение
Жертвенные конструкции применяются в различных отраслях: в строительстве (сейсмостойкие рамы, гибкие защитные экраны), в нефтегазовой и химической промышленности (при защите резервуаров от взрывоопасных воздействий), в судостроении и металлургии (жертвенные аноды против коррозии), а также в микроэлектронике (жертвенные слои в MEMS). Они часто используются как временное или локализующее решение в системах безопасности.

## Примеры
• Защита от коррозии: Жертвенные аноды из более активных металлов (например, цинка или магния) используются для защиты металлических конструкций от коррозии. Анод корродирует вместо основной конструкции, продлевая её срок службы.
• Сейсмостойкое строительство: Инженеры из Университета Хериот-Уатт разработали стальные рамы с жертвенными элементами, которые поглощают энергию землетрясения, предотвращая разрушение основных конструкций. Эти элементы можно легко заменить после повреждения, что позволяет быстро восстановить здание.
• Атомные электростанции: В системах безопасности АЭС используются жертвенные материалы, такие как оксиды железа и борная кислота, которые впитывают расплавленное ядерное топливо в случае аварии, предотвращая его распространение и обеспечивая охлаждение.
• Гибкие тросовые сетки, защищающие объекты от ударов БПЛА и допускающие разрушение отдельных элементов.
• Стальные рамы с жертвенными элементами для зданий, устойчивых к землетрясениям.
• Элементы, поглощающие энергию в автомобилях (деформационные зоны), — также пример жертвенных конструкций.

## Преимущества
Главное преимущество жертвенных конструкций — это обеспечение безопасности при минимальных затратах. Они позволяют локализовать ущерб, сохранить функциональность системы и сократить время и стоимость восстановления. Кроме того, такие элементы легко заменимы и адаптируемы под новые угрозы.